# Bernard Blasius Moras
Bernard Blasius Moras (* 10. August 1941 in Kuppepadavu) ist ein indischer Geistlicher und emeritierter römisch-katholischer Erzbischof von Bangalore im indischen Bundesstaat Karnataka.

## Leben
Bernard Blasius Moras empfing am 6. Dezember 1967 die Priesterweihe.
Papst Johannes Paul II. ernannte ihn am 30. November 1996 zum Bischof von Belgaum. Der Alterzbischof von Bombay, Simon Ignatius Kardinal Pimenta, spendete ihm am 25. Februar des nächsten Jahres die Bischofsweihe; Mitkonsekratoren waren Ignatius P. Lobo, Altbischof von Belgaum, und Aloysius Paul D’Souza, Bischof von Mangalore.
Am 22. Juli 2004 wurde er zum Erzbischof von Bangalore ernannt und am 17. September desselben Jahres in das Amt eingeführt. Papst Franziskus nahm am 19. März 2018 seinen altersbedingten Rücktritt an.
Am 7. Januar 2023 wurde er zum Apostolischen Administrator sede plena des Bistums Mysore ernannt, womit die Jurisdiktion des Diözesanbischofs Kannikadass William Antony bis auf weiteres ruhte. Am 13. Januar 2024 nahm Papst Franziskus den Rücktritt Kannikadass William Antonys vom Amt des Bischofs von Mysore an. Bernard Blasius Moras wurde dadurch zum Apostolischen Administrator sede vacante.